# ReAssure
ReAssure plc ist ein britisches Versicherungsunternehmen mit Sitz in Telford. Das auf Run-Off in der Lebensversicherung spezialisierte Unternehmen gehört seit Juli 2020 zur Phoenix Group Holdings.

## Hintergrund
ReAssure wurde 1963 gegründet und ist ein Lebensversicherungsunternehmen, das geschlossene Bestände anderer Versicherungsunternehmen aufkauft und im Ablauf verwaltet. Lange Zeit gehörte die Gruppe zur Swiss Re, zudem hatte die japanische Versicherungsgruppe MS&AD Insurance Group Holdings eine Minderheitsbeteiligung. Im Sommer 2018 plante die Swiss Re den Börsengang der Gruppe und ging dabei von einem Unternehmenswert von rund 3,5 Milliarden Pfund aus.
In einer im Sommer 2020 abgeschlossenen Transaktion wurde die ReAssure Group an die Phoenix Group veräußert. Im Rahmen der Vereinbarung zahlte die Phoenix Group 1,2 Milliarden Pfund an die Swiss Re, zudem erhielten Swiss Re sowie MS&AD jeweils eine Beteiligung an der Phoenix Group.